# 彼得罗夫卡 (莫斯科区)
彼得罗夫卡是吉尔吉斯斯坦楚河州莫斯科区下辖的一个村。根据2009年吉尔吉斯斯坦人口普查，该村人口为9016人。